# Il Divo
Il Divo er en multinational vokalgruppe, der kombinerer opera og klassisk musik med pop og andre genrer; stilen internationalt kendt som en klassisk crossover.
Il Divo bestod oprindelig af fire mænd, nemlig den spanske baryton Carlos Marin, den amerikanske tenor David Miller, den schweiziske tenor Urs Bühler og franskmanden Sebastién Izambard. I dag er der kun tre tilbage efter at Carlos Marin gik bort efter komplikationer i forbindelse en covid-19 infektion. Gruppen har siden tilføjet Steven Labrie som erstatning for Carlos. Alle fire oprindelige medlemmer var professionelle sangere i forvejen, med hver deres karriere, da de blev tilbudt at danne Il Divo.

## Diskografi

### Studiealbum
- Il Divo (2004)
- The Christmas Collection (2005)
- Ancora (2005)
- Siempre (2006)
- The Promise (2008)
- Wicked Game (2011)
- A Musical Affair (2013)
- Amor & Pasión (2015)
- Timeless (2018)
- For Once in My Life: A Celebration of Motown (2021)
- XX (2024)

### Special
1. 2005 - The Christmas Collection

### Kompilationer
1. 2012 - The Greatest Hits [1]

### Livealbum
1. 2009 - An Evening with Il Divo: Live in Barcelona
2. 2014 - Live in Japan [2]

### Særlige udgaver
1. 2005 - Il Divo. Gift Edition [3]
2. 2006 - Christmas Collection. The Yule Log [4]
3. 2006 - Il Divo Collezione [5]
4. 2008 - The Promise. Luxury Edition [6]
5. 2011 - Wicked Game. Gift Edition [7]
6. 2011 - Wicked Game. Limited Edition Deluxe Box Set [8]
7. 2012 - The Greatest Hits. Deluxe Limited Edition [9]
8. 2014 - A Musical Affair. Exclusive [10]
9. 2014 - A Musical Affair. French Version [11]

## Videografi
- DvD / BluRay

1. 2004 - Live At Gottam Hall [12][13]
2. 2005 - Encore [14]
3. 2005 - Mamá [15]
4. 2006 - The Yule Log: The Christmas Collection [16]
5. 2006 - Live at the Greek Theater [17]
6. 2008 - At The Coliseum [18]
7. 2009 - An Evening with Il Divo: Live in Barcelona
8. 2011 - Live At The London Coliseum [19]
9. 2014 - Live In Japan [20]

## Turnéer
- 2004: Il Divo Tour[21]
- 2006: Streisand: The Tour[22][23] and Il Divo 2006 World Tour, Ancora[24]
- 2007: Il Divo World Tour[25]
- 2008: Il Divo Global Tour[26]
- 2009: An Evening with Il Divo – World Tour[27]and Celebrate Christmas with Il Divo[28]
- 2011: Il Divo Tour, Wicked Game[29]
- 2012: Il Divo & Orchestra in Concert – World Tour[30]
- 2013: A Musical Affair en el Teatro Marquis de Broadway[31]
- 2014: A Musical Affair Tour[32]and The Best of Il Divo – World Tour[33]
- 2016: Amor & Pasión Tour
- 2017: A Night with the Best of Il Divo
- 2018: Timeless Tour
- 2022: Greatest Hits Tour (ft. Steven Labrie) and [34] For Once in My Life: A Celebration of Motown Tour (ft. Steven Labrie)
- 2023: A New Day Tour (ft. Steven Labrie & introduced by Patrizio Brianne) - Australia (October-November) Sydney, Brisbane, Melbourne, Adelaide